# My Only 12%
My Only 12% (ลุ้นรัก 12%) é uma série de televisão tailandesa de drama romântico de 2022 estrelada por Katsamonnat Namwirote (Earth) e Pongsapak Udompoch (Santa). Baseada no romance 12% de afterday.
Dirigida por Siwaj Sawatmaneekul (New) e produzida pelo Studio Wabi Sabi, estreou oficialmente em 12 de agosto de 2022 na iQIYI. Terminou em 11 de novembro de 2022, após 14 episódios.

## Enredo
Cake (Earth Katsamonnat) e Seeiw (Santa Pongsapak) são amigos desde que se nasceram. Cake é extrovertido e tem muitos amigos, enquanto Seeiw é tímido e mal fala com pessoas com quem ele não está acostumado a estar. Apesar de suas diferentes personalidades, eles são muito próximos. Por serem vizinhos ao lado desde que nasceram, eles se tornaram um aspecto essencial da vida um do outro. No entanto, à medida que envelhecem, muitas coisas mudam, assim como a maneira como elas se vêem.
Existe apenas uma possibilidade de 12% de ter um primeiro amor bem sucedido. Isso seria suficiente?

## Elenco

### Principal
- Katsamonnat Namwirote (Earth) como Seeiw
- Pongsapak Udompoch (Santa) como Cake

### Recorrente
- Warut Chawalitrujiwong (Prem) como Long Pao, irmão de Seeiw
- Afterday como Ton-Hom, irmã de Seeiw
- Kirana Pipityakorn (Fairy) como Cream, irmã de Cake
- Peemapol Panichtamrong (Peak) como Kung, amigo de Seeiw
- Panupun Vongjorn (Benz) como Toffee/Fee, amigo de Seeiw
- Puwanai Sangwan (O) como Sand
- Krit Srisukwattananan (Teepor) como Tah
- Tharathon Phumphothingam (Oat) como Palm
- Pannin Charnmanoon (Pineare) como Ney
- Panadda Kaeward (Pang) como Min
- Pakphum Jitpisutsiri (Ryu) como Aut, amigo de Cake
- Tanatorn Saenangkanikorn (Title) como Tal
- Jidapa Siribanchawan (Jida) como Rin
- Wayupak Tangruen (Fort) como Peak

### Convidado
- Wanut Sangtianprapai (Mix) como Ben, amigo de Tal (Ep. 10, 12)
- Natpawin Petcherdsak (Male) como Pukhao (Ep. 12-13)
- Sittawasilp Kabilchonlathit (Ofah) como Seeiw (jovem)
- Poramaporn Jangkamol (June) como Proud, mãe de Cake
- Supoj Janjareonborn (Lift) como pai de Cake
- Jirawat Vachirasarunpatra (War)
- Nipawan Taveepornsawan (Kai) como mãe de Seeiw